# Supervivientes All Stars (Espanya)
Supervivientes All Stars és un programa de televisió del gènere reality show on durant diverses setmanes un grup dels millors concursants, estrelles que ja van triomfar a les seves respectives edicions de Supervivientes tornen a l'illa per sobreviure en condicions adverses. Es tracta de la versió 'All Stars' espanyola del format Survivor.
La producció del programa està en mans de Cuarzo Producciones.
Pel que fa a les localitzacions, Hondures ha acollit els concursants.

## Supervivientes All Stars (2024)
- 20 de juny de 2024 - TBA

### Concursants
| Participants          | Edat | Conegut per ser...               | Edició  | Posició       | Duració | Setmanes Líder | Setmanes Nominat | Informació    |
| --------------------- | ---- | -------------------------------- | ------- | ------------- | ------- | -------------- | ---------------- | ------------- |
| Abraham García        | 33   | Participant de Gandía Shore      | SV 2014 | Ganyador      |         | 1ª, 2ª         |                  |               |
| Alejandro Nieto       | 34   | Míster España 2015               | SV 2022 | Ganyador      |         |                |                  |               |
| Bosco Martínez-Bordiú | 26   | Nebot de Pocholo Martínez-Bordiú | SV 2023 | Ganyador      |         |                | 2ª               |               |
| Jorge Pérez           | 41   | Guàrdia Civil                    | SV 2020 | Ganyador      |         |                | 1ª, 2ª           |               |
| Logan Sampedro        | 32   | Míster Global España 2017        | SV 2018 | 2.º finalista |         |                |                  |               |
| Marta Mencía "Lola"   | 27   | Participant de LIDLT 3           | SV 2021 | 4.ª finalista |         |                |                  |               |
| Marta Peñate          | 33   | Concursant de Gran Hermano 16    | SV 2022 | 2.ª finalista |         |                |                  |               |
| Sofía Suescun         | 28   | Guanyadora de Gran Hermano 16    | SV 2018 | Ganyadora     |         |                |                  |               |
| Olga Moreno           | 48   | Exdona de Antonio David Flores   | SV 2021 | Ganyadora     | 14 dies | Mai            | 1ª y 2ª          | 2.ª expulsada |
| Adara Molinero        | 31   | Concursant de Gran Hermano 17    | SV 2023 | 2.ª finalista | 7 dies  | Mai            | 1ª               | 1.ª expulsada |

### Estadístiques setmanals
|           | Gala 0 | Gala 1   | Gala 2    | Gala 3    | Gala 4 | Gala 5 | Final | Final | Final |  |  |  |  |  |  |  |  |  |
| Abraham   | Entra  | Líder    | Líder     | Nominat   |        |        |       |       |       |  |  |  |  |  |  |  |  |  |
| Alejandro | Entra  | Salvat   | Salvat    | Salvat    |        |        |       |       |       |  |  |  |  |  |  |  |  |  |
| Bosco     | Entra  | Salvat   | Nominat   | Salvat    |        |        |       |       |       |  |  |  |  |  |  |  |  |  |
| Jorge     | Entra  | Nominat  | Nominat   | Salvat    |        |        |       |       |       |  |  |  |  |  |  |  |  |  |
| Logan     | Entra  | Salvat   | Salvat    | Salvat    |        |        |       |       |       |  |  |  |  |  |  |  |  |  |
| Lola      | Entra  | Salvada  | Salvada   | Nominada  |        |        |       |       |       |  |  |  |  |  |  |  |  |  |
| Marta     | Entra  | Salvada  | Salvada   | Nominada  |        |        |       |       |       |  |  |  |  |  |  |  |  |  |
| Sofía     | Entra  | Salvada  | Salvada   | Líder     |        |        |       |       |       |  |  |  |  |  |  |  |  |  |
| Olga      | Entra  | Nominada | Nominada  | Expulsada |        |        |       |       |       |  |  |  |  |  |  |  |  |  |
| Adara     | Entra  | Nominada | Expulsada |           |        |        |       |       |       |  |  |  |  |  |  |  |  |  |